# Johann Heinrich Tischbein den äldre

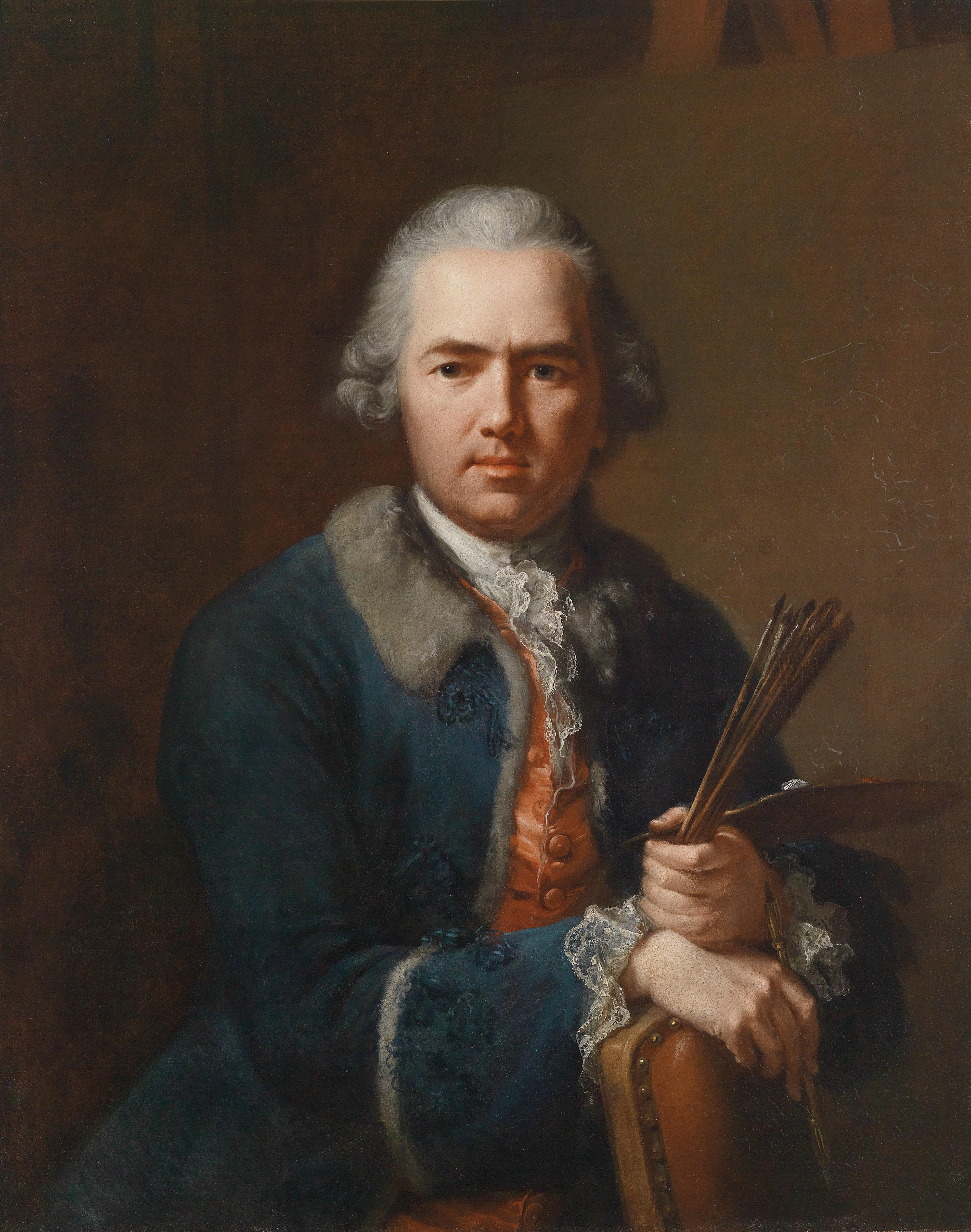
Johann Heinrich Tischbein, självporträtt från 1770.

Johann Heinrich Tischbein, Tischbein den äldre, född den 3 oktober 1722 i Haina i Hessen, död den 22 augusti 1789 i Kassel, var en tysk målare.

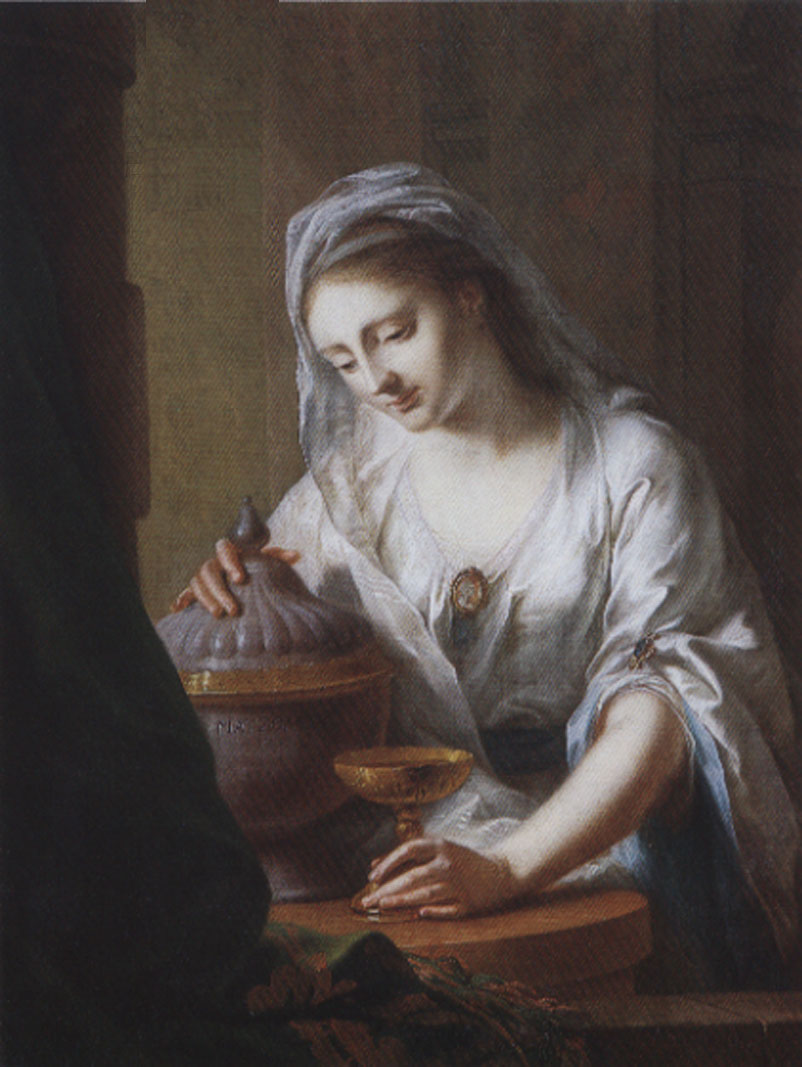
Auguste Reuss-Ebersdorf som Artemisia, målad av Tischbein 1775.

Tischbein var 1743–1748 lärjunge hos Carle van Loo i Paris och studerade sedan för Piazzetta i Venedig och bosatte sig i Kassel 1751. Han målade porträtt, som det sades "avsiktligt anordnade, men levande i uppfattning samt inte utan finhet i modellering och färg". Hans religiösa och profana historietavlor var svagare med antikiserande stränghet i draperi och komposition. De visade strävan efter friskhet i färgen, men lyfte sig inte över samtidens medelnivå. I Kassel finns en mängd arbeten av Tischbein, bland annat Självporträtt (1782), Augustus och den döende Kleopatra, Antonius och Kleopatra, Acis och Galatea samt De nio muserna. Han hade fem bröder som var målare, bland dem Johann Konrad Tischbein och Johann Valentin Tischbein.